# Richville (Nueva York)
Richville es una villa ubicada en el condado de St. Lawrence en el estado estadounidense de Nueva York. En el año 2000 tenía una población de 274 habitantes y una densidad poblacional de 143 personas por km².

## Geografía
Richville se encuentra ubicada en las coordenadas 44°24′46″N 75°23′37″O / 44.41278, -75.39361.

## Demografía
Según la Oficina del Censo en 2000 los ingresos medios por hogar en la localidad eran de $35,455, y los ingresos medios por familia eran $39,375. Los hombres tenían unos ingresos medios de $35,938 frente a los $21,500 para las mujeres. La renta per cápita para la localidad era de $16,040. Alrededor del 7.4% de la población estaban por debajo del umbral de pobreza.